# Красные Борки (Псковская область)
Красные Борки — деревня в Себежском районе Псковской области России. Входит в состав городского поселения Идрица.

## География
Находится на юго-западе региона, в центральной части района, в лесной местности,.
Уличная сеть не развита.

## История
В 1802—1924 годах земли поселения входили в Себежский уезд Витебской губернии.
В 1941—1944 гг. местность находилась под фашистской оккупацией войсками Гитлеровской Германии.
До 1995 года деревня входила в Мостищенский сельсовет. Постановлением Псковского областного Собрания депутатов от 26 января 1995 года все сельсоветы в Псковской области были переименованы в волости и деревня стала частью Мостищенской волости.
В 2015 году Мостищенская волость, вместе с Красные Борки и другими населёнными пунктами, была влита в состав городского поселения Идрица.

## Население
| 2001 | 2002 | 2010 |
| ---- | ---- | ---- |
| 0    | ↗1   | ↗4   |

Согласно результатам переписи 2002 года, в национальной структуре населения русские составляли 100 % от общей численности в 1 чел.

## Инфраструктура
Личное подсобное хозяйство.

## Транспорт
Деревня доступна по региональной дороге 58К-549 «Идрица — Чайки» (идентификационный номер 58 ОП РЗ 58К-549).